# Восточноафриканский шиллинг
Восточноафриканский шиллинг (англ. East African shilling) — денежная единица Британской Восточной Африки и многих других территорий в 1921—1967 годах.

## История
Восточноафриканский шиллинг введён в 1921 году, заменив восточноафриканский флорин в соотношении: 1 флорин = 2 шиллинга. Восточноафриканский шиллинг был приравнен к английскому шиллингу, равному 1⁄20 фунта стерлингов. Эмиссия шиллинга производилась находившимся в Лондоне Валютным советом Восточной Африки.
Первоначально, в 1921 году, шиллинг был выпущен на территории Колонии и протектората Кения, в оккупированной британскими войсками Германской Восточной Африке (c 1922 года — подмандатная территория Танганьика) и в Протекторате Уганда.
В 1936 году шиллинг был введён в обращение в Султанате Занзибар, сменив обращавшиеся там индийскую рупию и занзибарскую рупию в соотношении: 1 рупия = 11⁄2 шиллинга.
В 1940 году, с вступлением британских войск на территорию Итальянской Восточной Африки, начат выпуск шиллинга на территории восстановившей свою независимость Эфиопии, а в 1941 году и на остальных территориях Итальянской Восточной Африки: отвоёванной британской колонии Британское Сомали и итальянских колоний Итальянская Эритрея и Итальянское Сомали. В Эфиопии шиллинг обращался параллельно с вновь выпущенным в обращение эфиопским быром, на всей территории бывшей Итальянской Восточной Африки параллельно с шиллингом использовались также итальянская лира, лира Итальянской Восточной Африки, талер Марии-Терезии. Использовался также египетский фунт. 21 марта 1941 года был установлен курс: 1 восточноафриканский шиллинг = 24 лиры, 1 египетский фунт = 201⁄2 шиллингов, 1 индийская рупия = 11⁄2 шиллинга, 1 талер Марии Терезии = 45 лир.
В Эфиопии шиллинг находился в обращении до февраля 1946 года, затем банкноты были выкуплены правительством Великобритании.
В Итальянском Сомали шиллинг в 1950 году был заменён на сомало 1:1.
В 1951 году в колонии и протекторате Аден, где восточноафриканский шиллинг обращался параллельно с индийской рупией, шиллинг был объявлен единственным законным платёжным средством. Шиллинг использовался в обращении также в йеменских княжествах, входивших в образованую в 1959 году Федерацию Арабских Эмиратов Юга, в 1962 году — Федерацию Южной Аравии и в 1963 году — Протекторат Южной Аравии. В 1965 году шиллинг был заменён на южноаравийский динар в соотношении: 1 динар = 20 шиллингов.
В 1960 году была провозглашена независимость Сомали, в состав которого вошли Британский Сомалиленд и Итальянское Сомали. В 1962 году восточноафриканский шиллинг и сомало заменены на сомалийский шиллинг 1:1.
После провозглашения независимости Танганьики (в 1961 году), Уганды (1962), Занзибара (1963) и Кении (1964) Валютный совет Восточной Африки продолжал выполнять роль эмиссионного центра, но в 1960 году он был переведён из Лондона в Найроби, а в состав совета были включены представители независимых государств.
В 1966 году были учреждены самостоятельные центральные банки в Кении, Танзании и Уганде, приступившие к выпуску национальных валют, имевших одинаковый паритет к фунту стерлингов — 20 шиллингов за 1 фунт стерлингов.
В Кении новой единицей стал кенийский шиллинг, выпуск которого начался 14 сентября 1966 года. Восточноафриканские шиллинги обменены на кенийские шиллинги 1:1. В Кении чеканка собственных монет начата в 1967 году, до 10 апреля 1967 года законным платёжным средством являлись монеты Управления денежного обращения Восточной Африки.
В Танзании с 14 июня 1966 года был введён танзанийский шиллинг, обмен производился 1:1. Монеты в восточноафриканских шиллингах находились в обращении до 10 апреля 1969 года.
В Уганде 15 августа 1966 года введён угандийский шиллинг, обмен производился 1:1.
Восточноафриканские банкноты утратили силу законного платёжного средства во всех трёх странах 14 сентября 1967 года.
В 2020-е годы восточноафриканский шиллинг планируется сделать общей валютой создаваемой Восточноафриканской Федерации.

## Монеты и банкноты
Чеканились монеты в 1, 5, 10, 50 центов, 1 шиллинг.
Выпускались банкноты в 1, 5, 10, 20, 100, 200, 1000, 10 000 шиллингов. До 1958 года на банкнотах в 20 шиллингов и более указывался одновременно номинал в фунтах (20 шиллингов — 1 фунт, 100 шиллингов — 5 фунтов, 1000 шиллингов — 50 фунтов, 10 000 шиллингов — 500 фунтов).